# Comuna Hlîpli, Mostîska
Hlîpli (în ucraineană Хлиплі) este o comună în raionul Mostîska, regiunea Liov, Ucraina, formată din satele Hlîpli (reședința), Iatveahî și Sudkovîci.

## Demografie
Componența lingvistică a comunei Hlîpli
     Ucraineană (99,69%)
     Alte limbi (0,31%)
Conform recensământului din 2001, majoritatea populației comunei Hlîpli era vorbitoare de ucraineană (99,69%), existând în minoritate și vorbitori de alte limbi.